# L'impiegato
Pour plus de détails, voir Fiche technique et Distribution.
L'impiegato est un film italien réalisé par Gianni Puccini et sorti en 1960.
Le scénario est inspiré du film La Vie secrète de Walter Mitty,.

## Fiche technique
Sauf indication contraire, les informations mentionnées dans cette section peuvent être confirmées par la base de données cinématographiques IMDb,  présente dans la section « Liens externes ».
- Titre original : L'impiegato[3]
- Réalisation : Gianni Puccini
- Scénario : Elio Petri, Tommaso Chiaretti, Nino Manfredi et Gianni Puccini
- Photographie : Carlo Di Palma
- Musique : Piero Piccioni
- Montage : Nino Baragli
- Durée : 95 minutes
- Dates de sortie : 
  - Italie : 21 janvier 1960

## Distribution
- Nino Manfredi : Nando
- Eleonora Rossi Drago : Maria Jacobetti
- Anna Maria Ferrero : Joan
- Gianrico Tedeschi : directeur
- Andrea Checchi : Francesco
- Anna Campori : Lisetta
- Sergio Fantoni : Sergio Jacobetti
- Gianni Bonagura (en) : Pippetto
- Arturo Bragaglia : père de Nando
- Gianni Minervini : gangster américain